# 臨沂震元紙業
臨沂震元紙業控股有限公司，簡稱臨沂震元紙業控股，以及臨沂震元紙業（英語：China Paper Holdings Limited，SGX：C71），在1997年由陳勇等人創立。
而總部位於山東省臨沂市。主要業務在中國內地經營纸张生产、纸张化學品生产，包括新聞紙、紙袋等，而股份在2004年7月14日於新加坡交易所主板上市。招股價為0.365坡元，發行股份為100,000,000股，集資額為36,500,000坡元。

## 連結
- ChinaPaper-Holdings.com